# Зроби крок
«Зроби крок» (англ. «Make it happen») — художній фільм 2008 року виробництва США. Світова прем'єра — 8 серпня 2008.

## Зміст
Лорін приїжджає з Індіани в Чикаго, щоб вступити в престижну школу танців. Але в цій справі її чекає невдача, і героїня змушена йти працювати в один з місцевих клубів. Кожен день вона бореться з долею, розуміючи, що, незважаючи на те, що перша спроба провалилася, — її мрія все ще може бути реалізована.

## Ролі
| Актор                 | Роль         |
| --------------------- | ------------ |
| Мері Елізабет Вінстед | Лорін        |
| Тесса Томпсон         | Дана         |
| Райлі Сміт            | Рассел       |
| Джон Ріардон          | Джоел        |
| Юлісса Бермудес       | Кармен       |
| Ешлі Робертс          | Брук         |
| Карен ЛеБлан          | Бренда       |
| Гордон Теннер         | Девід Лансер |

## Слогани
- «У кожного є мрія …»
- «Hear the music. Feel the beat.» (переклад: «Слухай музику. Відчувай ритм.»)

## Музика

### Саундтрек
1. Che'Nelle[en] — "Teach me how to dance "(3:27)
2. Zshatwa feat. OZ — "Put it down "(4:08)
3. MoZella[en] — «Going home» (4:19)
4. Jamelia[en] — «Hustle» (3:32)
5. Bittersweet — «Get what I want» (3:25)
6. Lady Sovereign — «Hoodie» (3:37)
7. Elisabeth Withers[en] — "Get your shoes on "(2:55)
8. Roisin Murphy — «Ruby blue» (2:48)
9. Lil Mama feat. Chris Brown and T-Pain — «Shawty get loose» (3:29)
10. Ohmega Watts[en] feat. Theory Hazit — «Triple double» (4:09)
11. Alana D — «Break it down» (3:21)
12. UnkleJam[en] — «Love ya» (3:42)
13. Keke Palmer — «Bottoms up» (3:41)
14. Jamelia[en] — «Beware of the dog» (3:11)
15. Salt'N'Pepa[en] — «Push it» (3:28)
16. Lady Gaga feat. Colby O'Donis[en] — «Just dance» (4:02)

## Студії
- Виробництво: The Mayhem Project
- Спецефекти: LOOK! Effects Inc.
- Студія дубляжу: Піфагор
- Прокат: West (Росія)